# Diferențe divizate
În analiză numerică, diferențele divizate reprezintă un algoritm recursiv folosit pentru a calcula coeficienții unui polinom de interpolare în forma Newton.

## Definiție
Având în vedere k+1 puncte de date
{\displaystyle (x_{0},y_{0}),\ldots ,(x_{k},y_{k})}
Diferențele divizate înainte sunt definite ca:
{\displaystyle [y_{\nu }]:=y_{\nu },\qquad \nu \in \{0,\ldots ,k\}}
{\displaystyle [y_{\nu },\ldots ,y_{\nu +j}]:={\frac {[y_{\nu +1},\ldots ,y_{\nu +j}]-[y_{\nu },\ldots ,y_{\nu +j-1}]}{x_{\nu +j}-x_{\nu }}},\qquad \nu \in \{0,\ldots ,k-j\},\ j\in \{1,\ldots ,k\}.}
Diferențele divizate înapoi sunt definite ca:
{\displaystyle [y_{\nu }]:=y_{\nu },\qquad \nu \in \{0,\ldots ,k\}}
{\displaystyle [y_{\nu },\ldots ,y_{\nu -j}]:={\frac {[y_{\nu },\ldots ,y_{\nu -j+1}]-[y_{\nu -1},\ldots ,y_{\nu -j}]}{x_{\nu }-x_{\nu -j}}},\qquad \nu \in \{j,\ldots ,k\},\ j\in \{1,\ldots ,k\}.}
În continuare sunt prezentate diferențele divizate înainte, cele mai utilizate în practică. Pentru diferențele divizate înapoi, raționamentul este asemănător.

## Observații
Dacă punctele de date sunt valorile unei funcții ƒ,
{\displaystyle (x_{0},f(x_{0})),\ldots ,(x_{k},f(x_{k}))}
uneori se scrie
{\displaystyle f[x_{\nu }]:=f(x_{\nu }),\qquad \nu \in \{0,\ldots ,k\}}
{\displaystyle f[x_{\nu },\ldots ,x_{\nu +j}]:={\frac {f[x_{\nu +1},\ldots ,x_{\nu +j}]-f[x_{\nu },\ldots ,x_{\nu +j-1}]}{x_{\nu +j}-x_{\nu }}},\qquad \nu \in \{0,\ldots ,k-j\},\ j\in \{1,\ldots ,k\}.}
Câteva notații pentru diferența divizată a funcției f pe nodurile 'x0, ..., xn sunt următoarele:
{\displaystyle [x_{0},\ldots ,x_{n}]f,}
{\displaystyle [x_{0},\ldots ,x_{n};f],}
{\displaystyle D[x_{0},\ldots ,x_{n}]f}
etc

## Exemplu
Pentru primele valori ale {\displaystyle \nu }
{\displaystyle {\begin{aligned}{\mathopen {[}}y_{0}]&=y_{0}\\{\mathopen {[}}y_{0},y_{1}]&={\frac {y_{1}-y_{0}}{x_{1}-x_{0}}}\\{\mathopen {[}}y_{0},y_{1},y_{2}]&={\frac {{\mathopen {[}}y_{1},y_{2}]-{\mathopen {[}}y_{0},y_{1}]}{x_{2}-x_{0}}}={\frac {{\frac {y_{2}-y_{1}}{x_{2}-x_{1}}}-{\frac {y_{1}-y_{0}}{x_{1}-x_{0}}}}{x_{2}-x_{0}}}={\frac {y_{2}-y_{1}}{(x_{2}-x_{1})(x_{2}-x_{0})}}-{\frac {y_{1}-y_{0}}{(x_{1}-x_{0})(x_{2}-x_{0})}}\\{\mathopen {[}}y_{0},y_{1},y_{2},y_{3}]&={\frac {{\mathopen {[}}y_{1},y_{2},y_{3}]-{\mathopen {[}}y_{0},y_{1},y_{2}]}{x_{3}-x_{0}}}\end{aligned}}}
Pentru a face procesul recursiv mai clar diferentele divizate pot fi puse într-o formă de tabel
{\displaystyle {\begin{matrix}x_{0}&y_{0}=[y_{0}]&&&\\&&[y_{0},y_{1}]&&\\x_{1}&y_{1}=[y_{1}]&&[y_{0},y_{1},y_{2}]&\\&&[y_{1},y_{2}]&&[y_{0},y_{1},y_{2},y_{3}]\\x_{2}&y_{2}=[y_{2}]&&[y_{1},y_{2},y_{3}]&\\&&[y_{2},y_{3}]&&\\x_{3}&y_{3}=[y_{3}]&&&\\\end{matrix}}}

## Proprietăți
- Liniaritate

{\displaystyle (f+g)[x_{0},\dots ,x_{n}]=f[x_{0},\dots ,x_{n}]+g[x_{0},\dots ,x_{n}]}
{\displaystyle (\lambda \cdot f)[x_{0},\dots ,x_{n}]=\lambda \cdot f[x_{0},\dots ,x_{n}]}
- Regula Leibniz

{\displaystyle (f\cdot g)[x_{0},\dots ,x_{n}]=f[x_{0}]\cdot g[x_{0},\dots ,x_{n}]+f[x_{0},x_{1}]\cdot g[x_{1},\dots ,x_{n}]+\dots +f[x_{0},\dots ,x_{n}]\cdot g[x_{n}]}
- Din teorema valorii intermediare, rezultă că

{\displaystyle \lim _{(x_{0},\dots ,x_{n})\to (\xi ,\dots ,\xi )}f[x_{0},\dots ,x_{n}]={\frac {f^{(n)}(\xi )}{n!}}}
- {\displaystyle [x_{0},\ldots ,x_{n}]f} = {\displaystyle \sum _{i=0}^{n}{\frac {f(x_{i})}{\prod _{j=0,j\neq i}^{n}(x_{i}-x_{j})}}}

Pentru n=1, evident. Pentru n>1, demonstrația se continuă aplicând inducția matematică. 
Tot prin inducție matematică, știind că orice permutare se poate reprezenta ca un produs de transpoziții, se demonstrează că:
- {\displaystyle [x_{0},\ldots ,x_{n}]f,} nu depinde de ordinea punctelor {\displaystyle x_{0}}, ..., {\displaystyle x_{n}}.